# Stare Miasto (gmina)
Pour les articles homonymes, voir Stare Miasto.
Stare Miasto est une gmina rurale du powiat de Konin, Grande-Pologne, dans le centre-ouest de la Pologne. Son siège est le village de Stare Miasto, qui se situe environ 6 km au sud-ouest de Konin et 92 km à l'est de la capitale régionale Poznań.
La gmina couvre une superficie de 97,82 km2 pour une population de 10 355 habitants.

## Géographie
| - Plan de la gmina. - Position de la gmina sur la carte du powiat. |

La gmina inclut les villages de Barczygłów, Bicz, Bicz-Ostatki, Główiew, Janowice, Karsy, Kazimierów, Krągola, Krągola Pierwsza, Kruszyna, Lisiec Mały, Lisiec Nowy, Lisiec Wielki, Modła Królewska, Modła Księża, Modła-Kolonia, Niklas, Nowiny, Posada, Posoka, Przysieka, Rumin, Tomaszew, Trójka, Żdżary, Żdżary-Kolonia, Zgoda et Żychlin.
La gmina borde la ville de Konin et les gminy de Golina, Krzymów, Rychwał, Rzgów et Tuliszków.